# Lavello (comune)
Lavello (AFI: [laˈvɛllo]) è un comune italiano di 12 841 abitanti della provincia di Potenza in Basilicata.
Situato nel Vulture-Melfese, una zona nord-orientale della Basilicata incastonata tra la Puglia, la Campania ed il Potentino, è il sesto comune della regione per popolazione, nonché il terzo della Provincia di Potenza.

## Geografia fisica

### Territorio
Il comune è situato nella media valle del fiume Ofanto, all'estremità settentrionale della regione. Il nucleo originario è sorto su un dosso dalle pareti ripide, inciso dagli alti rami del torrente Crapelotto (affluente di destra dell'Ofanto). In seguito il centro si è molto ampliato, con struttura a scacchiera, sull'asse della statale appulo-lucana. È il comune più settentrionale della Basilicata.

### Clima
La città è caratterizzata da un clima mediterraneo, con lunghe estati calde e caratterizzate da forti escursioni termiche diurne ed inverni molto gelidi nevosi.
Secondo i dati medi del trentennio 1961-1990, la temperatura media del mese più freddo, gennaio, si attesta a 6,5 °C, mentre quella dei mesi più caldi, luglio e agosto, è di 23,4 °C.
| stazione meteorologica di Lavello  | Mesi | Mesi | Mesi | Mesi | Mesi | Mesi | Mesi | Mesi | Mesi | Mesi | Mesi | Mesi | Stagioni | Stagioni | Stagioni | Stagioni | Anno |
| stazione meteorologica di Lavello  | Gen  | Feb  | Mar  | Apr  | Mag  | Giu  | Lug  | Ago  | Set  | Ott  | Nov  | Dic  | Inv      | Pri      | Est      | Aut      | Anno |
| ---------------------------------- | ---- | ---- | ---- | ---- | ---- | ---- | ---- | ---- | ---- | ---- | ---- | ---- | -------- | -------- | -------- | -------- | ---- |
| T. max. media (°C)                 | 9,5  | 11,7 | 14,1 | 18,3 | 22,7 | 28,0 | 30,9 | 30,9 | 26,8 | 20,6 | 15,5 | 12,0 | 11,1     | 18,4     | 29,9     | 21,0     | 20,1 |
| T. media (°C)                      | 6,5  | 7,0  | 8,9  | 12,1 | 16,4 | 20,6 | 23,4 | 23,7 | 20,3 | 15,4 | 11,2 | 8,0  | 7,2      | 12,5     | 22,6     | 15,6     | 14,5 |
| T. min. media (°C)                 | 3    | 3    | 5    | 7    | 11   | 15   | 18   | 17   | 15   | 11   | 7    | 4    | 3,3      | 7,7      | 16,7     | 11       | 9,7  |
| Precipitazioni (mm)                | 48   | 43   | 42   | 42   | 37   | 31   | 23   | 28   | 49   | 57   | 62   | 66   | 157      | 121      | 82       | 168      | 528  |
| Giorni di pioggia                  | 8    | 4    | 4    | 5    | 4    | 1    | 2    | 1    | 8    | 2    | 6    | 5    | 17       | 13       | 4        | 16       | 50   |
| Umidità relativa media (%)         | 80   | 77   | 74   | 71   | 69   | 65   | 61   | 64   | 68   | 74   | 79   | 81   | 79,3     | 71,3     | 63,3     | 73,7     | 71,9 |
| Eliofania assoluta (ore al giorno) | 4    | 5    | 5    | 7    | 8    | 9    | 11   | 10   | 8    | 6    | 5    | 4    | 4,3      | 6,7      | 10       | 6,3      | 6,8  |

Dal punto di vista legislativo il comune di Lavello ricade nella fascia climatica D in quanto i gradi giorno della città sono 1 501, dunque il limite massimo consentito per l'accensione dei riscaldamenti è di 12 ore giornaliere dal 1º novembre al 15 aprile.

## Storia

### Antichità
L'abitato di Lavello ha origini molto antiche come è testimoniato dal ritrovamento di alcuni resti di un villaggio dell'età del ferro. Si origina dall'agglomerato dauno-romano di Forentum.
Il toponimo deriva con molta probabilità dal termine latino labellum, usato per indicare l'abbeveratoio per il bestiame. Il paese sorge, difatti, a metà tra i piani pugliesi e i pascoli del Vulture-Melfese, lungo i tratturi della transumanza che collegano le zone interne al Tavoliere. La collocazione svolge un ruolo chiave nello sviluppo del paese.
È già centro abitato importante all'epoca dei Longobardi e qui fu ucciso, nell'839, Sicardo, duca di Benevento.

### Epoca normanna
Nel territorio del Vulture compare, al seguito della casata Altavilla, il cavaliere normanno Attolino. Egli partecipa a Melfi al Parlamento generale nel 1043, indetto da Guaimario V di Salerno, da Rainulfo Drengot di Aversa, e da Guglielmo I d'Altavilla. Nasce, così, la Contea di Puglia e Lavello è una delle dodici baronie in cui si articola il nuovo Stato normanno.
Secondo la cronaca di Amato di Montecassino, Attolino diventa Signore di Lavello. I Normanni tendono a far coincidere la riorganizzazione religiosa con la giurisdizione amministrativa: Lavello, infatti, è già (dal 1025) sede Vescovile ed appartiene alla metropolia dell'arcivescovo di Bari e Canosa.
Lo studioso Marcello Romano riferisce che "Lavello è un importante centro bizantino alla fine del X secolo".
I Normanni ridefiniscono la struttura urbana di Lavello: Corrado Beguinot, ne “Il Vulture - Ritratto di un ambiente" (vol. III, p. 218) riferisce che: "Sotto il conte Attolino, ampliarono e ripararono la cattedrale e la dotarono di una cinta muraria, perché da quel periodo in poi viene indicata con il termine di castrum Labelli."
Nel 1059 al Concilio di Melfi I, papa Niccolò II, eleva la Contea di Puglia a Ducato di Puglia e Calabria e l'affida alla Casata degli Altavilla. Lavello ne segue le sorti.

### Epoca Sveva e eventi successivi
Ai Normanni seguì il dominio degli Svevi, che vi edificarono la loro fortezza. Sede vescovile dal secolo X o XI, assunse notevole importanza quando Federico II restaurò ed ampliò la rocca longobarda. Nel 1254, a Lavello morì re Corrado IV, figlio di Federico II.
Fedele a Manfredi, Lavello partecipò attivamente alla rivolta ghibellina del 1268. Il paese, nel 1298, come ritorsione subì un grave incendio provocato da Carlo I d'Angiò che distrusse gran parte dell'abitato. Questo evento è ricordato anche dallo stemma comunale, in cui è raffigurata una torre a due piani invasa dalle fiamme.
Dopo la rivolta ghibellina, nel 1268, Lavello fu assegnata da Carlo I d'Angiò a Galard d'Ivry e poi a Riccardo di Bisaccia e a Simone di Belvedere; fu feudo di Roberto di Suriaco, di Nicola Montorio e di Angelo Tartaglia. Ritornata agli Orsini del Balzo la Contea di Lavello fu incamerata da Ferdinando il Cattolico e venduto nel 1507 ai Del Tufo, che ne ottennero il titolo di marchese. Passò poi ai Pignatelli e infine ai Caracciolo di Torella, che la governarono sino all'eversione feudale.

## Monumenti e luoghi d'interesse

### Architetture religiose

#### Chiesa di Sant'Anna
La chiesa di Sant'Anna fu rifatta nel secolo XVIII su una fabbrica trecentesca e possiede un'Annunciazione tardo-cinquecentesca dipinta dai napoletani Antonio Stabile e Costantino Stabile. 
Nel territorio vi sono i resti di una costruzione termale romana e di un sepolcreto paleocristiano; nel 1963 furono rinvenuti materiali databili all'eneolitico.
La chiesa di Sant'Anna di notevole importanza storica, fu fatta edificare da Donna Caterina Caracciolo, moglie di Don Girolamo del Tufo, marchese di Lavello, nel 1537; forse ampliata, nel 1556, dalla stessa Marchesa insieme ai figli Don Girolamo, Don Indico e Don Emilio Del Tufo, sotto il pontificato di Sisto V. La chiesa fu consacrata dal vescovo di Lavello Giuseppe Bonocore il 3 maggio 1652 e dedicata a San Francesco, come risulta dalla lapide esistente in chiesa, e fu intitolata a Sant'Anna tardi, forse nell'Ottocento. Sotto il pavimento sono seppelliti Donna Isabella Caracciolo († 1676), il marito Don Mauro Caracciolo dei principi Torella, duca di Lavello e altri della famiglia. 
La chiesa aveva annesso un convento dei Frati Minori Cappuccini.
Nella chiesa ci sono tele pregevoli, tra cui quella di Sant'Anna, la Madonna della Stella, la Madonna degli Angeli, l'interessante, naturalistica Madonna del Carmelo tra i S.S. Francesco e Carlo firmata da Alonzo de Cordova e datata 1616, e la tela con l'Annunciazione restaurata presso la Sopraintendenza alle Gallerie di Matera.

### Architetture militari

#### Il Palazzo Ducale
Il Palazzo Ducale, ora sede del municipio, è una costruzione di epoca sveva trasformata nel secolo XVII, con facciata animata nella parte sinistra da una torre semicircolare, nell'angolo di destra da un corpo aggettante coronato da loggia. 
L'edificio accoglie anche un antiquarium in cui si conservano reperti dell'età del ferro, provenienti dalla zona, ceramiche indigene e italo-greche e varie iscrizioni in lingua latina ed ebraica.

## Società

### Evoluzione demografica
Abitanti censiti

### Etnie e minoranze straniere
Secondo i dati ISTAT al 31 dicembre 2019 la popolazione straniera residente a Lavello era di 848 persone, pari al 6,3% della popolazione.
Le nazionalità maggiormente rappresentate sono le seguenti:
- Romania 337
- Tunisia 123
- India 76
- Ucraina 66
- Marocco 51
- Albania 36
- Bulgaria 35
- Cina 29
- Polonia 16
- Burkina Faso 11

Nei dati ufficiali non sono considerati gli stranieri irregolari.

## Cultura

### Feste di Carnevale
In passato queste feste venivano organizzate tra amici e familiari in case piccole e affollate di musica e voci, di anziani a bambini, che aspettavano l’arrivo delle maschere dei Domini. Per i giovani era l’unico momento in cui, avvolti dall'abito rosso della maschera del Domino, si poteva ballare con le innamorate di nascosto dai genitori.
Questo spirito si conserva ancora oggi. Nei festini si respira un clima di famiglia allargata e si sente il profumo dei piatti tradizionali della cucina lavellese.

### Il Domino
Il colore tipico del Domino è rosso come la passione e l'amore ma può essere anche blu, nero, verde e giallo. La maschera è il protagonista del Carnevale e simboleggia romanticismo e galanteria. Durante il Carnevale, travestirsi da Domino annulla il ceto sociale, i cittadini sono tutti uguali.

### Musica
L'Associazione Concerto Bandistico Città di Lavello è erede della tradizione bandistica della città risalente almeno al 1871 e che dal 1925 al 1932 raggiunse punte di eccellenza sotto la direzione dei maestri Orsomando (padre della nota annunciatrice televisiva Nicoletta), Caldaroli e Guarino.

## Economia

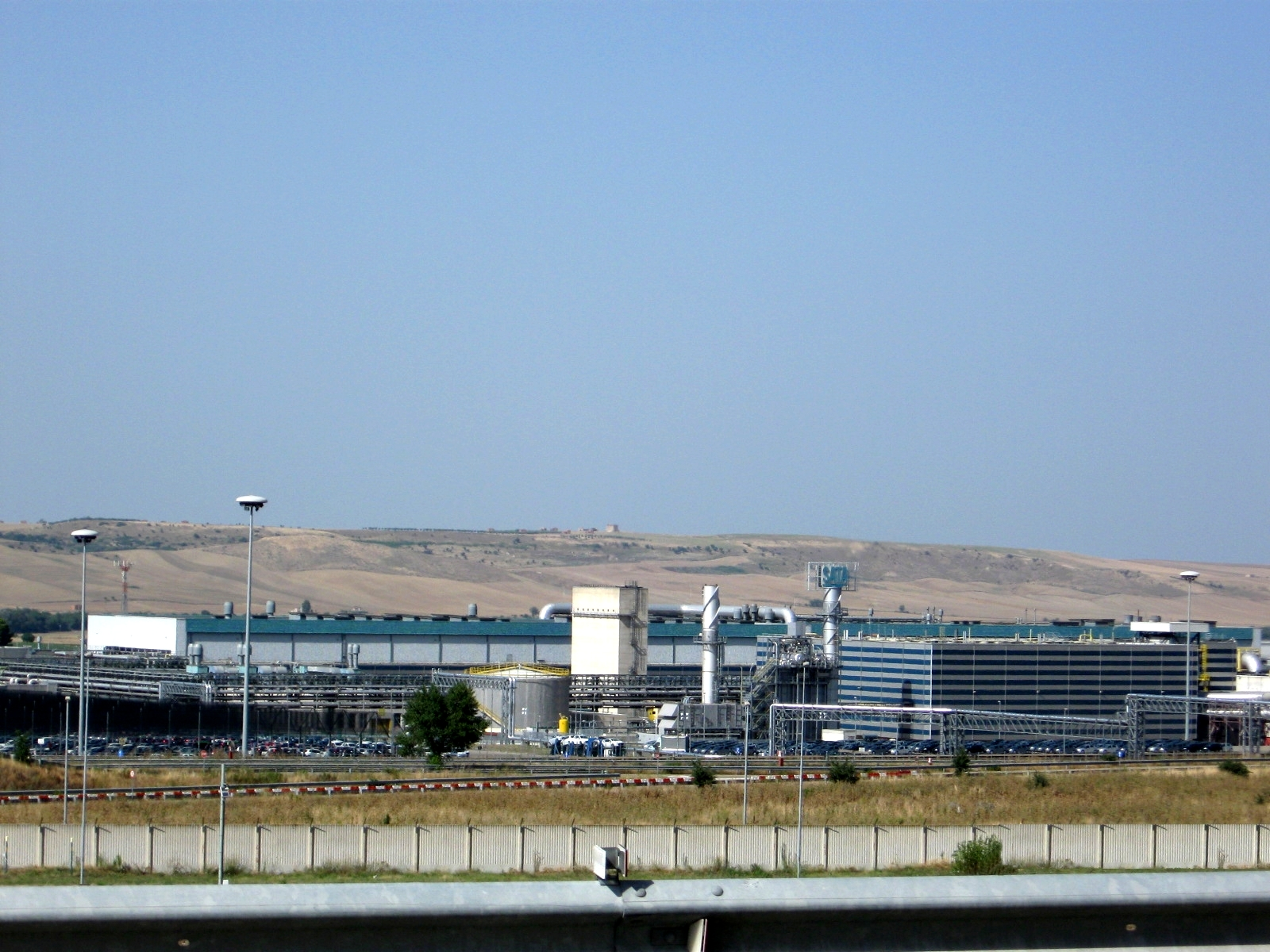
Lo stabilimento Fiat Chrysler Automobiles

Le fabbriche più importanti, adiacenti al comune lucano, sono lo stabilimento della Barilla e lo Stabilimento Fiat di Melfi (precedentemente SATA) del gruppo Stellantis, che ospita una delle maggiori industrie di auto d'Europa, costruito a cavallo degli anni 1991 e 1993.
È tra i principali centri agricolo-commerciali della provincia di Potenza. La fertilità del territorio consente la produzione di cereali, uva, olive, ortaggi e barbabietole. Vi sono olivicultori, frantoi oleari, molini, lavorazione delle barbabietole, impianti vinicoli (vino aglianico e spumante del Vulture). Allevamenti di bovini e ovini con produzione di latte, carne e lana; celebre è la mozzarella di bufala lucana prodotta nella zona. Vi sono anche botteghe di ceramica di lavorazione del legno.
La città inoltre è tra le poche realtà in Basilicata ed in Italia che può vantare la sede centrale di una propria banca locale, la BCC di Gaudiano di Lavello. Fondata nel 1982, ha competenza su tutto il Vulture Melfese, con proprie filiali anche a Melfi e a Rapolla, ed Atm evoluti a Rionero in Vulture e Venosa. La Banca è affidataria di 8 affreschi del Quattrocento rivenienti dalla antica chiesa medioevale di Santa Maria della Foresta al Bosco delle Rose (cfr. Una chiesa Medioevale di Lavello e gli affreschi del XV secolo di Antonio Rosucci edito da Finiguerra Arti Grafiche 1997).

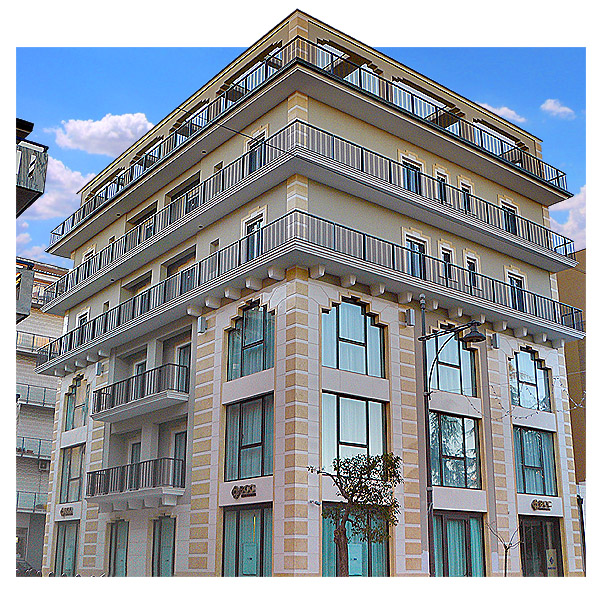
Sede Centrale della Bcc di Gaudiano di Lavello in Via Roma a Lavello.

## Infrastrutture e trasporti

### Strade

#### Autostrade
I due caselli autostradali più vicini,  entrambi sulla A16 e ad una distanza simile da Lavello(circa 30 km) sono Candela e Cerignola ovest.

#### Strade statali e provinciali
- Strada Statale 93 Appulo Lucana, che collega Barletta a Potenza.
- Strada Provinciale 18 Ofantina
- Strada Provinciale 52 Lavello-Minervino, che collega la città con la provincia di Barletta-Andria-Trani
- Strada Statale 655 Bradanica - uscita Lavello
- Strada Statale 658 Potenza-Melfi - uscite Melfi Nord, Melfi Sud - Calitri - Avellino, Rapolla, Barile e Rionero-Ripacandida

### Mobilità urbana
La rete di trasporti pubblici urbani di Lavello è gestita da Sita Sud, acronimo di Sicurezza e Trasporti Autolinee - Sita Sud s.r.l.  facente parte del consorzio Cotrab, che offre un servizio di autobus con linee urbane, suburbane e interurbane.
Tutti gli altri collegamenti (regionali, interregionali e internazionali) sono gestiti da tre imprese di trasporto (Flixbus, Ferrovie del Gargano e Marino Autolinee).

## Sport
Pesca
La prima Associazione Sportiva Dilettantistica di pesca alla trota lago è nata nel 2012, la A.s.d. BoTen Fishing Lavello, fortemente voluta dal suo fondatore e presidente Donato Boccone, al fine di aggregare e unire la passione per la pesca sotto un unico nome, ad oggi conta molti iscritti, che partecipano ai vari campionati provinciali e regionali di trota lago presenti in tutta la Basilicata. È l'unica associazione di pesca, presente nell'intero nord della Basilicata e del Vulture Melfese, e dopo soli pochi anni di vita, vanta già diversi piazzamenti singoli e a squadre dei suoi atleti, oltre ad essere stata premiata dal C.O.N.I. e dalla F.I.P.S.A.S. come miglior associazione per la promozione e lo sviluppo dello sport nel territorio.

### Pallavolo
La città è rappresentata nel mondo pallavolistico giovanile dall'ASD New Volley Lavello. Essa nasce dalle ceneri dell' S.G. Trading Lavello Volley, vecchia società che ha raggiunto come traguardo massimo storico la partecipazione al Campionato di Serie B2 femminile. La stagione 2024/2025 vede l'ASD New Volley Lavello impegnata nelle attività del Minivolley nonché dell'Under 14/15 Femminile.
In ambito ''Senior'' il ruolo di rappresentante cittadino è svolto dall'ASD Lavello Volley che, sin dalla sua nascita, partecipa attivamente al Campionato OPEN MISTO organizzato dal CSI.

### Calcio
La principale squadra di calcio della città è l'U.S.D. Lavello che attualmente milita nell'Eccellenza, e che nella stagione 2004-2005 ha sfiorato la promozione in Serie C2, perdendo i play-off contro il Sorrento.
La società è nata dalle ceneri della Polisportiva A.S. Lavello, attiva dal 1932, che a sua volta ha disputato ben 13 campionati Interregionali, di cui 10 consecutivi. 
L'altra squadra di calcio della città è l'A.S.D. Sporting Lavello che milita in Promozione.

### Partecipazione dell' U.S.D. Lavello ai campionati federali
| Livello | Categoria                 | Partecipazioni | Debutto                             | Ultima stagione                     | Miglior Piazzamento |
| ------- | ------------------------- | -------------- | ----------------------------------- | ----------------------------------- | ------------------- |
| 5°      | Campionato Interregionale | 13             | Campionato Interregionale 1968-1969 | Campionato Interregionale 1985-1986 | 7°                  |
| 5°      | Serie D                   | 7              | Serie D 2004-2005                   | Serie D 2022-2023                   | 5°                  |

### Volo
Dagli anni '80 è sorta in loc. Gaudiano di Lavello, grazie alla Alilucane srl, l'Aviosuperficie Falcone che dispone di una pista in erba di 750 mt. oltre a due grandi hangar per rimessaggio velivoli di AG e VDS. Dal 2 giugno 2013 presso la struttura è nata la ASD Avio Falcone che dal 9/2014 è Ente aggregato alla AeCI e grazie ai suoi soci promuove fattivamente l'attività sportiva aerea, la cultura aeronautica del volo a motore, il paracadutismo e tutte le attività ad esse connesse tra le quali, la Sicurezza la volo e il turismo aeronautico.

## Amministrazione

### Gemellaggi
- Orta Nova
- Tuscania